# Euriphene butleri
Euriphene butleri är en fjärilsart som beskrevs av Aurivillius 1904. Euriphene butleri ingår i släktet Euriphene och familjen praktfjärilar. Inga underarter finns listade i Catalogue of Life.

## Bildgalleri

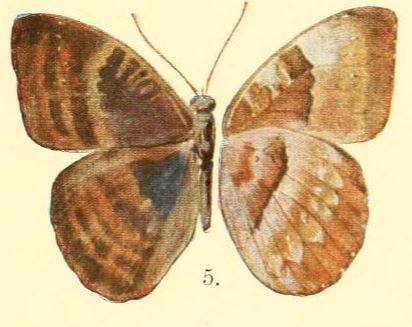